# Izvorâtor de mir
Un izvorâtor de mir (în greacă bizantină μυροβλύτης, muroblútēs, „ale cărui moaște produc mir”; în latină myroblyta; în slavonă bisericească мѵрото́чецъ; în georgiană მირონმდინარე) este un sfânt creștin din ale cărui moaște sau din al cărui loc de înmormântare se spune că a curs sau încă mai curge „un lichid aromat cu proprietăți vindecătoare” sau „apă sfințită (foarte asemănătoare smirnei)”, cunoscute sub numele de „Mana sfinților”, sau din al cărui corp emană un parfum cunoscut sub numele de „miros al sfințeniei”. Sfântul ale cărui moaște exsudă ulei sau parfum este denumit uneori miroblit, acest fenomen fiind denumit în limba greacă μυροβλυσία, muroblusía). În Biserica Ortodoxă există credința că unele icoane izvorăsc mir.

## Lista sfinților izvorâtori de mir
- Sf. Apostol Andrei (potrivit lui Gregor de Tours);[a]
- Sf. Antipa, episcop de Pergam, martirizat în vremea împăratului Domițian (Acta Sanctorum, aprilie, II, 4);[2]
- Sf. Babolen, starețul mănăstirii St-Maur-des-Fossés de lângă Paris, d. secolul al VII-lea (Acta Sanctorum, iunie, VII, 160);[2]
- Sf. Candida cea Tânără din Napoli, d. 586 (Acta Sanctorum, septembrie, II, 230);[2]
- Sf. Dimitrie din Tesalonic, martirizat în 306 sau 290 (Acta Sanctorum, octombrie, IV, 73-78);[3][2]
- Sf. Policarp, episcop al Smirnei, martirizat în 156.
- Sf. Eligius, episcop de Noyon, d. 660 sau curând după acel an (Surius, De probatis sanctorum historiis, VI, 678);[2]
- Sf. Eftimie cel Mare, stareț în Palestina, d. 473 (Acta Sanctorum, ianuarie, II, 687);[2]
- Sf. Fantin, mărturisitor, confessor, originar din localitatea Tauriano din Calabria, d. în vremea lui Constantin cel Mare (Acta Sanctorum, iulie, V, 556);[2]
- Sf. Felix de Nola, preot, d. după 260 (Acta Sanctorum, ianuarie, II, 223);[2]
- Sf. Franca, stareță cisterciană, d. 1218 (Acta Sanctorum, aprilie, III, 393-394);[2]
- Sf. Glicheria, martirizată în timpul domniei lui Antoninus Pius (Acta Sanctorum, mai, III, 191);[2]
- Fericitul Gundekar, episcop de Eichstädt, d. 1075 (Acta Sanctorum, august, I, 184);[2]
- Sf. Humilitas, prima stareță a călugărițelor valombrosiane, d. 1310 (Acta Sanctorum, mai, V, 211);[2]
- Sf. Apostol Ioan Evanghelistul (potrivit lui Gregor de Tours);[a]
- Sf. Ioan cel Milostiv, patriarh al Alexandriei, d. 620 sau 616 (Acta Sanctorum, ianuarie, III, 130-131);[2]
- Sf. Ioan din Beverley, episcop de York, d. 721 (Acta Sanctorum, mai, II, 192);[2]
- Sf. Luca cel Tânăr, supranumit Taumaturgul, un pustnic din Grecia, d. 945-946 (Acta Sanctorum, februarie, II, 99);[2]
- Sf. Mina: „În 1905-1908 mii de fiole cu inscripția: EULOGIA TOU AGIOU MENA (Binecuvântarea Sfântului Mina) sau cu altele asemănătoare au fost excavate de C.M. Kaufmann la Baumma (Karm Abum) în deșertul Mareotis, în partea de nord a deșertului libian. Actualul Bumma este locul de înmormântare al martirului libian Mina, care în secolul al V-lea și poate al VI-lea a fost unul dintre cele mai cunoscute locuri de pelerinaj din lumea creștină. Sticluțele Sfântului Mina erau bine cunoscute de mult timp de către arheologi și au fost găsite nu numai în Africa, ci și în Spania, Italia, Dalmația, Franța și Rusia, unde fuseseră aduse de pelerini de la sanctuarul lui Mina. Cu toate acestea, până la descoperirile lui Kaufmann, se presupunea că fiolele ar fi conținut ulei din candelele care ardeau la mormântul lui Mina. Din diferitele inscripții de pe fiole care au fost excavate de Kaufmann, este sigur că cel puțin unele, dacă nu toate, conțineau apă dintr-o fântână sfântă de lângă sanctuarul Sf. Mina și au fost date pelerinilor ca pomenire. Așa-numitul ulei al Sfântului Mina era deci, în realitate, apă din fântâna sa sfântă, care era folosită ca remediu împotriva bolilor trupești și sufletești.”[2]
- Sf. Nicolae de Mira: „Un lichid ar emana din moaștele lui Nicolae din Mira păstrate la Bari, în Italia, încă din 1087. Se spune că el ar fi curs din moaștele sale încă de când erau la Mira.”[2]
- Sf. Nil din Kinuria[3]
- Sf. Pafnutie, episcop și martir din Grecia, d. probabil în secolul al IV-lea (Acta Sanctorum, aprilie, II, 620);[2]
- Sf. Pavel, episcop de Verdun, d. 648 (Acta Sanctorum, februarie, II, 174);[2]
- Sf. Perpetuus, episcop de Tongres-Utrecht, d. 630 (Acta Sanctorum, noiembrie, II, 295);[2]
- Sf. Petru González, dominican, d. 1246 (Acta Sanctorum, aprilie, II, 393);[2]
- Sf. Petru Taumaturgul, episcop de Argos, d. în jurul anului 890 (Acta Sanctorum, mai, I, 432);[2]
- Sf. Rolendis, virgin, at Gerpinnes in Belgium, d. sec. al VII-lea sau al VIII-lea (Acta Sanctorum, mai, III, 243);[2]
- Sf. Reverian, episcop de Autun, și însoțitorii săi, martirizați în jurul anului 273 (Acta Sanctorum, iunie, I, 40-41);[2]
- Sf. Sabin, episcop de Canosa, d. în jurul anului 566 (Acta Sanctorum, februarie, II, 329);[2]
- Sf. Sigolena, stareța mănăstirii din Troclar, d. în jurul anului 700 (Acta Sanctorum, iulie, V, 636);[2]
- Sf. Simeon Athonitul, fondatorul Mănăstirii Simonopetra, d. 1287[11]
- Sf. Tillo Paulus, un călugăr benedictin din Solignac, d. 703 (Acta Sanctorum, ianuarie, I, 380);[2]
- Sf. Venerie, pustnic de pe insula Palamaria din golful Genova, d. sec. al VII-lea (Acta Sanctorum, septembrie, IV, 118);[2]
- Sf. Walpurga: „Faimos printre uleiurile sfinților este Uleiul Sfintei Walburga (Walburgis oleum). El curge din lespedea de piatră și placa metalică pe care stau moaștele Sf. Walburga în biserica ei din orașul Eichstätt din Bavaria. Lichidul este strâns într-un potir de argint, așezat sub placă în acest scop, și este distribuit credincioșilor în fiole mici de surorile Ordinului Sfântului Benedict, în grija cărora se află biserica. O analiză chimică a arătat că lichidul nu conține altceva decât componentele apei. Deși izvorul lichidului se datorează probabil unor cauze naturale, faptul că a intrat în contact cu moaștele sfintei justifică practica utilizării acestuia ca remediu împotriva bolilor trupului și ale sufletului. Menționarea uleiului Sf. Walburga este realizată încă din secolul al IX-lea de biograful ei, Wolfhard de Herrieden (Acta Sanctorum, februarie, III, 562-3 și Mon. Germ. Script., XV, 535 sq.).”[2]
- Sf. William, arhiepiscop de York, d. 1154 (Acta Sanctorum, iunie, II, 140).[2]